# Attaea
Attaea (łac. Diœcesis Attæatanus) – stolica historycznej diecezji w Cesarstwie Rzymskim (prowincja Asia I), współcześnie w Turcji. Od XX wieku katolickie biskupstwo tytularne, nieobsadzone od 1967.

## Biskupi tytularni
| Lp. | Biskup                    | Od              | Do              |
| --- | ------------------------- | --------------- | --------------- |
| 1   | Fortunato Devoto          | 2 września 1927 | 29 czerwca 1941 |
| 2   | Eduardo Martinez González | 29 marca 1942   | 14 grudnia 1950 |
| 3   | Vitale Bertoli OFM        | 5 kwietnia 1951 | 10 marca 1967   |